# Kugeln, Gold und Feuerwasser
Kugeln, Gold und Feuerwasser ist ein US-amerikanischer Western aus dem Jahr 1950 von William Berke mit Don Barry und Robert Lowery in den Hauptrollen.

## Handlung
Der ehemalige Gesetzlose Frank James, Bruder des verstorbenen Jesse James, lebt mit seiner Frau Emily und ihren beiden Kindern Johnny und Amy ein ruhiges Leben in Colorado. Eines Tages kommt der Gesetzlose Matt Riley zu Frank und hofft, ihn wieder in sein Leben als Krimineller zu locken, aber Frank lehnt ab. Als Riley und sein Kumpan Bud Fenton wegreiten, bemerkt Riley, dass Fenton, wenn er einen Bart hätte, Frank zum Verwechseln ähnlich sehen würde. Die beiden kommen rechtzeitig in der nahegelegenen Stadt Creede an, um Zeuge einer Auseinandersetzung zwischen Marshal Kelly und Bob Ford zu werden, dem Mann, der Jesse erschossen hat. Bob wird getötet, und als Kelly Bobs ehemalige Freundin Cynthy trösten will, gestehen sie sich schließlich ihre Liebe. Riley und Fenton überbringen die Nachricht von Bobs Tod seinem Bruder Charlie, der von Fentons Ähnlichkeit mit Frank schockiert ist. Sie gewinnen Charlies Beteiligung an einem Komplott, um Frank für Verbrechen, die sie begehen werden, zu beschuldigen. In der Zwischenzeit findet Kelly Cynthys Onkel Clem, der betrunken eine Menge in der Kneipe unterhält, und bietet an, Clem zu seinem Stellvertreter zu machen, in der Hoffnung, dass die neue Verantwortung ihn bessern wird. 
Riley, Charlie und Fenton, der jetzt einen Bart trägt, stellen eine Bande zusammen und rauben einen Wagen mit einer Silberfracht aus, wobei sie sicherstellen, dass die Opfer Fenton als Frank James identifizieren. Als die Nachricht vom Raub die Stadt erreicht, reiten Kelly und Clem zu Franks Haus. Kelly bemerkt, dass Franks Pferd erschöpft ist. Bei der Befragung sagt Franks kleiner Sohn Johnny aus, dass er und nicht Frank auf dem Pferd geritten sei. Nachdem Kelly und Clem gegangen sind, bestraft Frank seinen Sohn dafür, dass er den Marshal angelogen hat und macht sich dann auf die Suche nach Charlie, um ihn zu töten, trotz Emilys Protesten. 
Riley und seine Männer begehen eine Reihe von gewagten Raubüberfällen, und bald füllen Geschichten über die „neue James-Gang“ die Schlagzeilen. Kelly erinnert sich, dass zwei Mitglieder von Jesses alter Gang vor Kurzem ihre Jobs im Saloon aufgegeben haben und vermutet, dass die neue Gang in der Stadt organisiert wurde. Nachdem er in einen Streit mit dem Saloonbesitzer Dan Simons geraten ist, reitet Kelly allein auf der Suche nach der Gang los und holt schließlich Frank ein. Kelly ist von Franks Unschuld überzeugt und sagt ihm, er solle nach Hause gehen und mit Clem in Kontakt bleiben. Währenddessen verkündet Fenton im Versteck der Gang, dass sie am nächsten Tag die Bank in Creede ausrauben werden, was Kelly zurück in die Stadt bringen wird, damit sie ihn töten können. Am nächsten Tag macht Simons Clem betrunken und schlägt ihm dann vor, die Belohnung für ein paar Gangmitglieder einzusammeln, die sich in Charlies Hütte verstecken. Voller Alkohol reitet Clem zu Charlies leerer Hütte, dreht dann um und kehrt in die Stadt zurück. In seiner Abwesenheit rauben Fenton und seine Männer die Bank aus und fliehen mit Cynthy als Geisel in ihr Versteck. Kelly kehrt bald darauf in die Stadt zurück, gefolgt von Frank. Er zwingt Simons, sie zum Versteck der Gang zu führen. Nach einer Schießerei, bei der Frank Fenton tötet, werden die Gangmitglieder gefangen genommen. Frank, Kelly und Cynthy kehren zum Haus der James zurück, wo sie Clem finden, der sich von einem heftigen Kater erholt.

## Hintergrund
Gedreht wurde der Film ab dem 6. April 1950.
Archie R. Dalzell arbeitete als Kameraoperator, Murray Lerner war ausführender Produzent.

## Veröffentlichung
Die Premiere des Films fand am 21. Juli 1950 statt. In der Bundesrepublik Deutschland kam er am 27. Oktober 1953 in die Kinos.

## Kritiken
Der Kritiker des TV Guide befand, der Film leide unter zu vielen Charakteren in einem relativ kurzen Zeitrahmen und einer Tendenz zu zu viel Gerede.
Das Lexikon des internationalen Films schrieb: „Lauter Banditenwestern - weit entfernt von der historischen Wahrheit.“